# Peter Jaschke
Peter Jaschke, nemški rokometaš, * 1. marec 1952.
Leta 1976 je na poletnih olimpijskih igrah v Montrealu v sestavi nemške rokometne reprezentance osvojil četrto mesto.